# Mineralquelle Eptingen
Die Mineralquelle Eptingen AG ist ein Getränkeproduktions-Unternehmen aus dem Kanton Basel-Landschaft. Das Schweizer Familienunternehmen wird in vierter Generation geleitet und vertreibt die beiden Mineralwassermarken Eptinger und Cristallo sowie das Grapefruitgetränk Pepita.

## Geschichte

Plakat von Burkhard Mangold für die Brunnenverwaltung Eptingen, 1905

Im Jahr 1899 erwarb Edmund Buchenhorner-Dettwiler zusammen mit seinem Schwager Ernst Singer-Buchenhorner das Bad Eptingen mitsamt den dazugehörigen Quellrechten. Zu dieser Zeit war Eptingen ein bedeutender Badekurort, der seit dem Anfang des 18. Jahrhunderts Besucher aus der nahegelegenen Stadt Basel anlockte. Das Bad war bekannt für sein reichhaltiges Quellwasser, das unweit des Dorfes entsprang. Dessen Qualität und Vorteile beschrieb der Basler Mediziner Theodor Zwinger erstmals im Jahr 1693. Er rühmte das Quellwasser mit dem etwas rauchigen Geschmack als Mittel, das das Blut reinige und bei Leber-, Milz- und Nierenbeschwerden helfe.
Im ersten Geschäftsjahr wurden 30‘000 Flaschen von Hand mit Eptinger Mineralwasser befüllt. Obwohl Ende des 19. Jahrhunderts vor allem ausländische Mineralwassermarken den Schweizer Markt dominierten, konnte sich das Eptinger Mineralwasser kurz darauf etablieren. Aufgrund der steigenden Nachfrage nahm 1905 in Eptingen die erste Abfüllmaschine ihre Arbeit auf. Mit dem Maschinenbetrieb steigerte sich die Produktion um ein Vielfaches. 1910 gründeten Edmund Buchenhorner und Ernst Singer eine Aktiengesellschaft Singer-Buchenhorner & Co. Später wurde der Name in Mineralquelle Eptingen umbenannt.
Während des Ersten Weltkriegs ging der Absatz des Eptinger Mineralwassers zurück, nahm jedoch ab 1918 wieder zu. Während sich das Geschäft mit dem Mineralwasser beständig entwickelte, kam der Badebetrieb immer mehr aus der Mode. Wie die meisten Badekurorte im Kanton Basel-Landschaft wurde der Badebetrieb in Eptingen nach dem Ersten Weltkrieg eingestellt und das dazugehörige Hotel verpachtet. In den 1920er Jahren begann die Ära der Schweizer Quellenlimonaden. Aus diesem Grund erwarb das Unternehmen die Sissacher Alpbadquelle und stellte aus diesem Wasser ab 1929 das Sissa-Citro her. Es folgten dem Sissa-Citro noch weitere Limonaden: 1936 Sissa-Orange und 1938 das Sissa-Grapefruit. Zudem wurde 1933 eine weitere Quelle im solothurnischen Lostorf erworben und die unabhängige Tochtergesellschaft Mineralquelle Lostorf AG gegründet. Diese begann im gleichen Jahr das Lostorfer Mineralwasser abzufüllen.
Im Zweiten Weltkrieg geriet das Geschäft mit den Süssgetränken aufgrund der Rationierung von Zucker weiter unter Druck. Die Produktion von Sissa-Grapefruit wurde deshalb aufgegeben. 1949 lancierte die Mineralquelle Eptingen erneut eine Grapefruitlimonade namens Pepita. Besonderen Wiedererkennungswert bescherte dem Getränk das „Ara-Etikett“, das der Basler Grafiker Herbert Leupin 1949 entworfen hatte.
Am 27. Juli 1969 rutschte ein Teil des Edelweisshangs bei Eptingen ab und zerstörte den Grossteil der dortigen Produktionsanlage. Ein Gutachten einer geologischen Expertengruppe kam später zum Schluss, dass Arbeiten während des Baus der neuen Autobahn N2 den Erdrutsch ausgelöst hatten. Der Rutsch am Edelweisshang beschädigte auch den Friedhof von Eptingen. Da die Abfüllhalle und der Friedhof betroffen waren, breitete sich in der Folge ein Gerücht aus, wonach das Eptinger Mineralwasser unter dem Friedhof durchläuft und deshalb so reich an Mineralien sei. Dem widerspricht, dass die Quelle und die Quellleitung im Gegensatz zu den Gebäuden der Mineralquelle Eptingen nicht beschädigt waren. Aus diesem Grund konnte das Unternehmen kurz nach dem Erdrutsch das Abfüllen des Mineralwassers provisorisch wieder aufnehmen. Zeitgleich begann der Bau eines neuen Lager- und Abfüllgebäudes auf der gegenüberliegenden Talseite. 1973 konnte der Betrieb darin wieder regulär aufgenommen werden.
Rund zehn Jahre später füllte das Unternehmen seine Getränke erstmals in PET-Flaschen ab. 1989 wurde die Süssgetränkeproduktion in Sissach aufgehoben und nach Eptingen verlegt. 2005 wurde die bis dahin als eigenständige Firma geführte Mineralquelle Lostorf AG in die Mineralquelle Eptingen AG integriert. Deren Geschäftsführer ist seit 2014 Matthias Buchenhorner, der das Familienunternehmen in vierter Generation leitet.

## Produkte
Die Produkte der Firma Mineralquelle Eptingen AG werden unter den folgenden Markennamen vertrieben:
Mineralwasser:
- Eptinger (Quelle Eptingen)
- Cristallo (Quelle Lostorf)
- Saguaro (Quelle Lostorf)
- Cristella (Quelle Lostorf; Produktion derzeit eingestellt)

Softgetränke:
- Pepita (in Geschmacksrichtungen Grapefruit, Orange, Citro, Cola, Cola Zero)

## Auszeichnungen
Im Mai 2016 veröffentlichte der K-Tipp die Resultate der chemischen Untersuchung der 20 meistverkauften Mineralwasser. Die Analyse in einem spezialisierten Labor fokussierte auf potentielle Verunreinigungen im Mineralwasser verursacht durch Arzneimittel, Pestizide und künstliche Süssstoffe. Ausserdem ergab die Analyse, wie hoch jeweils der Gehalt an dem giftigen Uran sowie den erwünschten Mineralien Kalzium und Magnesium ist. Alle Mineralwasser der Firma Mineralquelle Eptingen mit den fünf Quellen in Lostorf und Eptingen waren frei von den untersuchten Stoffen. Schon in Analysen über den Urangehalt oder anderen Schadstoffen, die der K-Tipp in den Jahren zuvor durchführte, waren die Mineralwassermarken der Mineralquelle Eptingen ohne Befund.